# Rahel Frey

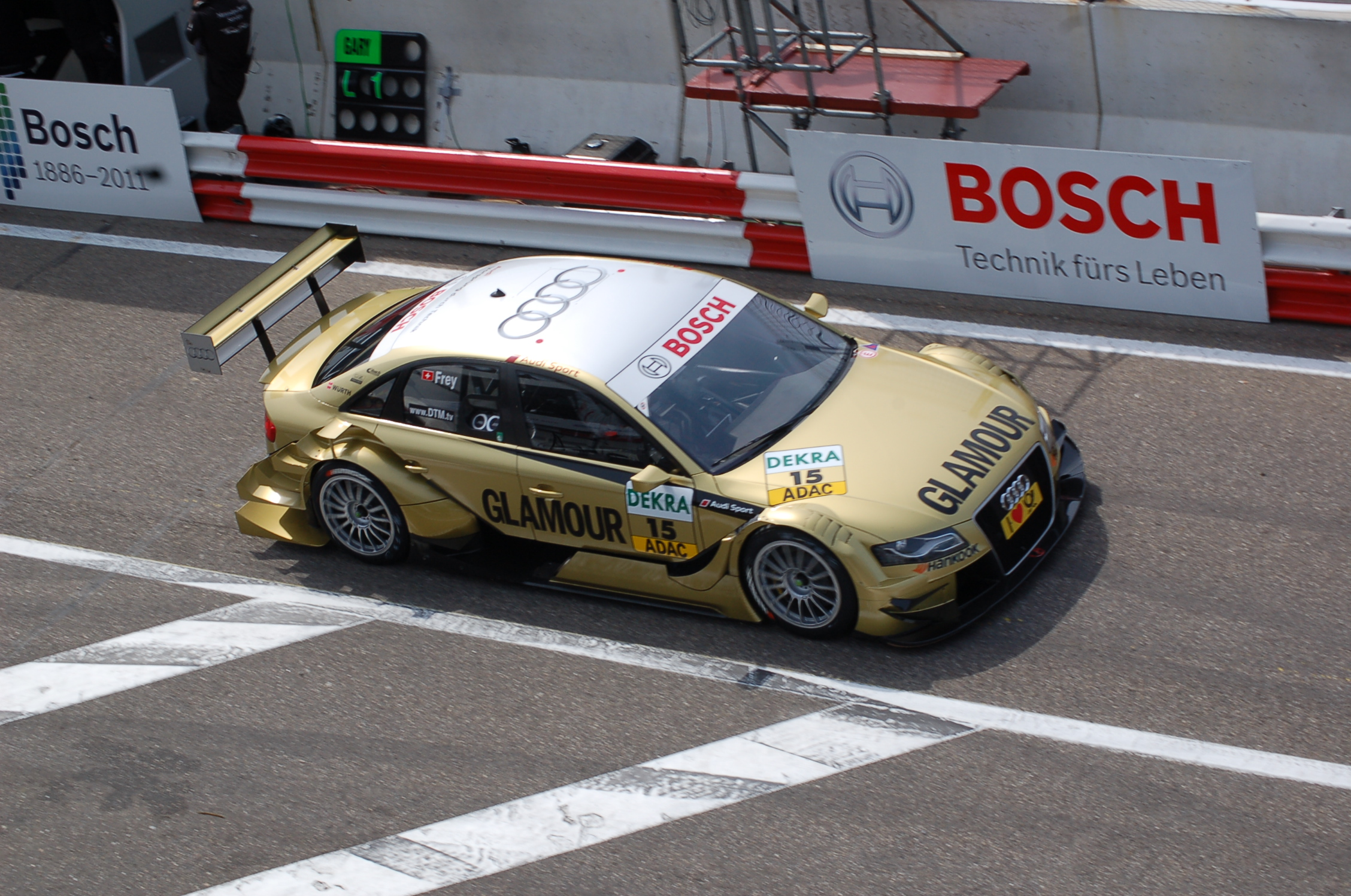
Rahel Frey på Circuit Park Zandvoort 2011.

Rahel Frey, född 23 februari 1986 i Niederbipp, är en schweizisk racerförare. 

## Racingkarriär

### Tidig karriär
Frey startade sin motorsportskarriär med karting år 1998, som pågick till 2004. År 2004 gjorde hon formelbilsdebut när hon började tävla i det schweiziska Formel Renault-mästerskapet, där hon blev tolva med totalt två segrar. Hon deltog även i tre tävlingar av det tyska Formel Renault-mästerskapet. År 2006 flyttade hon till det schweiziska Jenzer Motorsport-stallet, och blev direkt mer framgångsrik. År 2007 fortsatte hon med Jenzer Motorsport, men flyttade till International Formula Master. Hon tog som bäst en femteplats och blev sjuttonde i mästerskapet.

### Tyska F3-mästerskapet
Under 2008 tävlade hon i det tyska Formel 3-mästerskapet, där hon tog poäng två gånger och blev fjortonde i förarmästerskapet. Frey fortsatte i mästerskapet även 2009, men bytte stall till Jo Zeller Racing. Hon förbättrade sig avsevärt jämfört med året innan och lyckades till och med ta fyra pallplatser, varav en seger, trots att hon inte fullföljde säsongen.

### Sportvagns- och GT-racing
Under 2010 lämnade Rahel formelbilsracingen för att istället tävla i Sportvagns- och GT-racing. Hon tävlade i både Le Mans Series och FIA GT1-VM, men lyckades inte speciellt bra i någon av serierna. 

### DTM
Inför 2011 fick hon kontrakt med Audi för att köra DTM med Team Phoenix. Hennes stallkamrat, Martin Tomczyk, lyckades vinna mästerskapstiteln, medan Frey kom på delad sistaplats utan poäng. Under 2012 fortsatte hon köra DTM, men bytte stall till Audi Sport Team Abt. Under den näst sista tävlingen för säsongen i Valencia lyckades Frey ta poäng för första gången, eftersom hon blev sjua.

### ADAC GT Masters
Eftersom hon inte fick förnyat DTM-kontrakt, valde hon att tävla i ADAC GT Masters för Prosperia C. Abt Racing i en Audi R8 LMS ultra, tillsammans med Markus Winkelhock och Christopher Haase. Hon blev den första kvinnan att vinna ett lopp i denna serien när hon vann i Kina i oktober 2013. Under 2014 tävlade Rahel fortsatt i ADAC GT Masters, men även i Blancpain Endurance Series och Audi R8 LMS Cup.